# Flora Sinensis
La Flora Sinensis est un traité descriptif, en latin, de sciences naturelles chinoises. Composé par le missionnaire jésuite polonais Michał Boym et illustré par lui-même, il fut publié à Vienne en 1656. Il est un des premiers livres européens d'histoire naturelle de la Chine.

## Description
Le titre complet de l’œuvre est : Flora sinensis : fructus floresque humillime porrigens, serenissimo et potentissimo principi, ac domino, domino Leopoldo Ignatio, Hungariae regi florentissimo, &c. : fructus saeculo promittenti Augustissimos. Publié à Vienne, aux presses ‘Matthaeus Rictius’, en 1656. Il est dédié à Léopold Ier, roi de Hongrie dont Boym espère obtenir le soutien pour le dernier empereur Ming de Chine, Zhu Youlang, dont il s’est fait l’avocat en Europe.
Une première traduction française du texte est faite par Melchisédech Thévenot. Sous le titre Flora Sinensis, ou traité des fleurs, des fruits, des plantes et des animaux particuliers à la Chine elle paraît dans les Relations de divers voyages curieux,..., seconde partie, Paris, Langlois, 1664.

## Contenu
Le traité est la première description d'un écosystème d’Extrême-Orient publié en Europe. Il y fait déjà allusion aux propriétés médicinales de certaines plantes chinoises, un sujet qui sera développé dans deux autres traités de Boym le Specimen medicinae Sinicae et le Clavis medica..., tous deux publiés (à titre posthume) en 1682. Il semblerait que Boym est le premier à utiliser, dans ce traité, le mot latin flora pour caractériser l’ensemble du monde végétal d’une région particulière. 
Malgré son titre restrictif, le livre couvre également la faune et de plus inclut certaines espèces de plantes qui ne sont pas particulières à la Chine. Une planche illustre également la Stèle nestorienne découverte en 1625 dont Boym traduisit le texte.
Bien qu’en rien lié à la mission jésuite en Chine, l’empereur Léopold Ier, roi de Hongrie, occupe une place prééminente dans ce livre qui lui est dédié. Chaque page contient un chronogramme pointant vers la date de 1655, année du couronnement de Léopold Ier comme roi de Hongrie. C’est que, tout en étant homme de sciences, Boym reste missionnaire et cherche auprès de Léopold Ier et d’autres souverains d’Europe le soutien dont a grandement besoin le dernier empereur Ming de Chine dont la femme Hélène (une des femmes ?) s’est convertie au christianisme. D’autres personnes de sa cour, en exil à Canton, avaient également reçu le baptême. Boym en était l’aumônier.

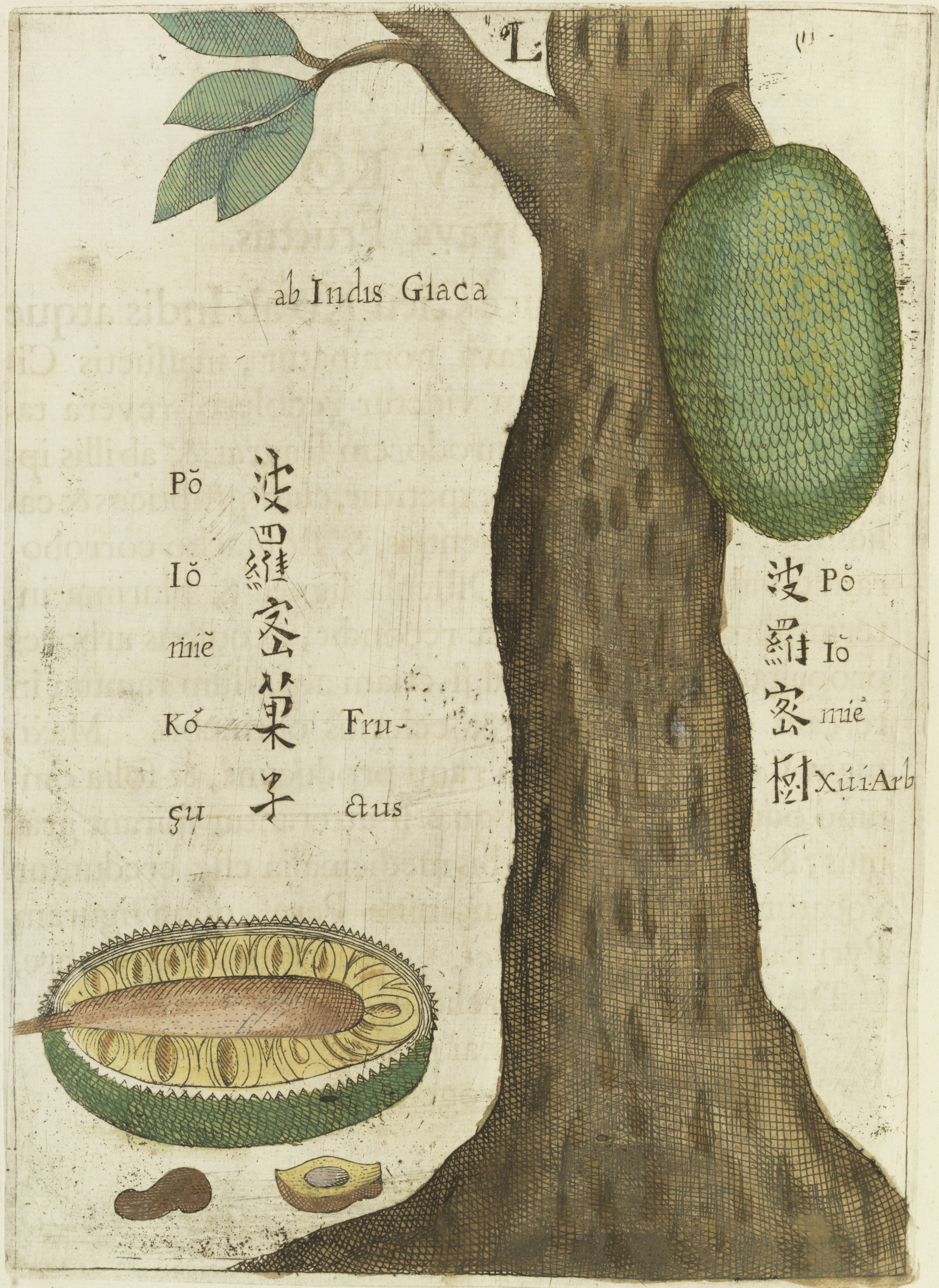
Jaquier
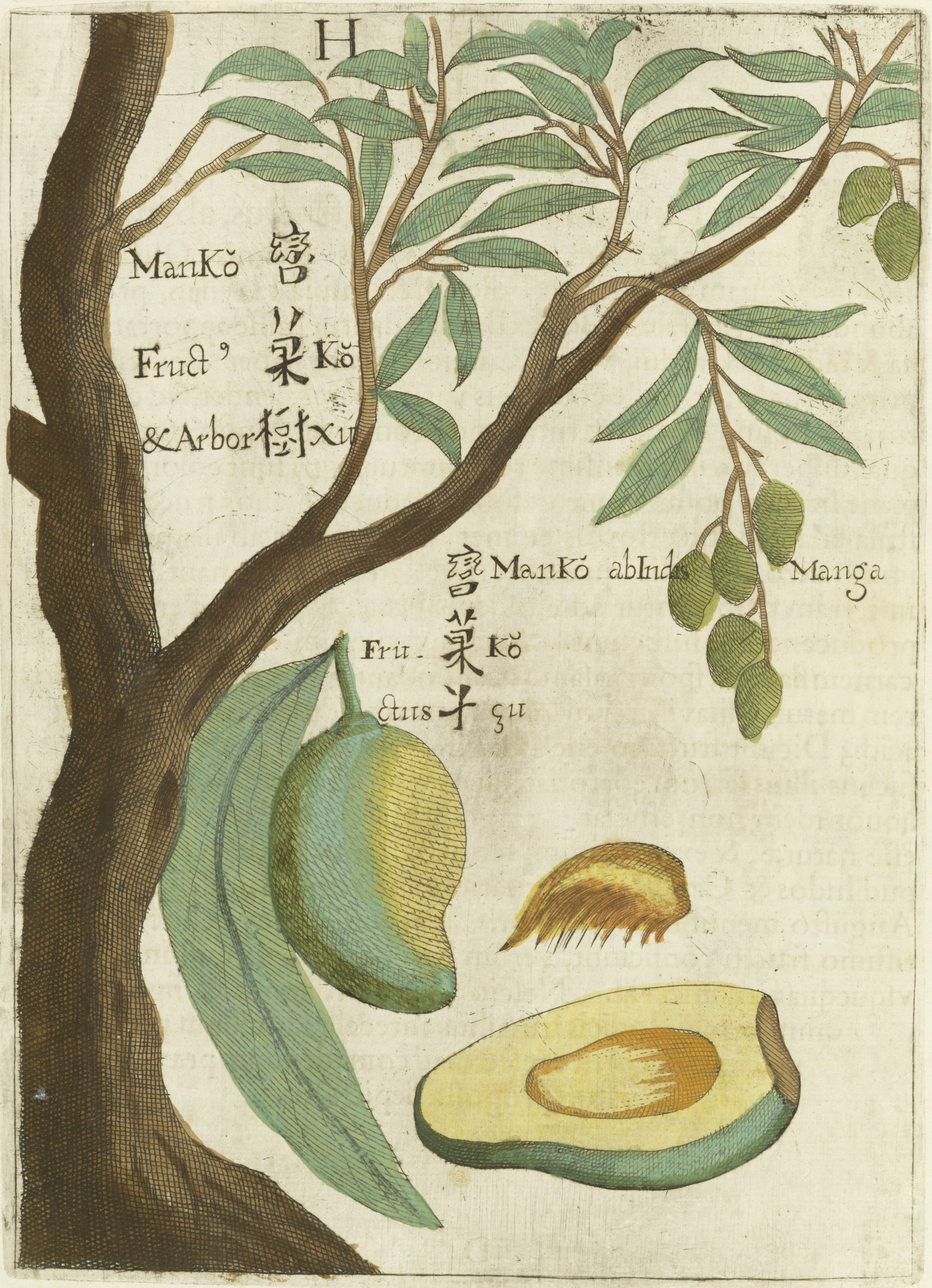
Mangue et manguier
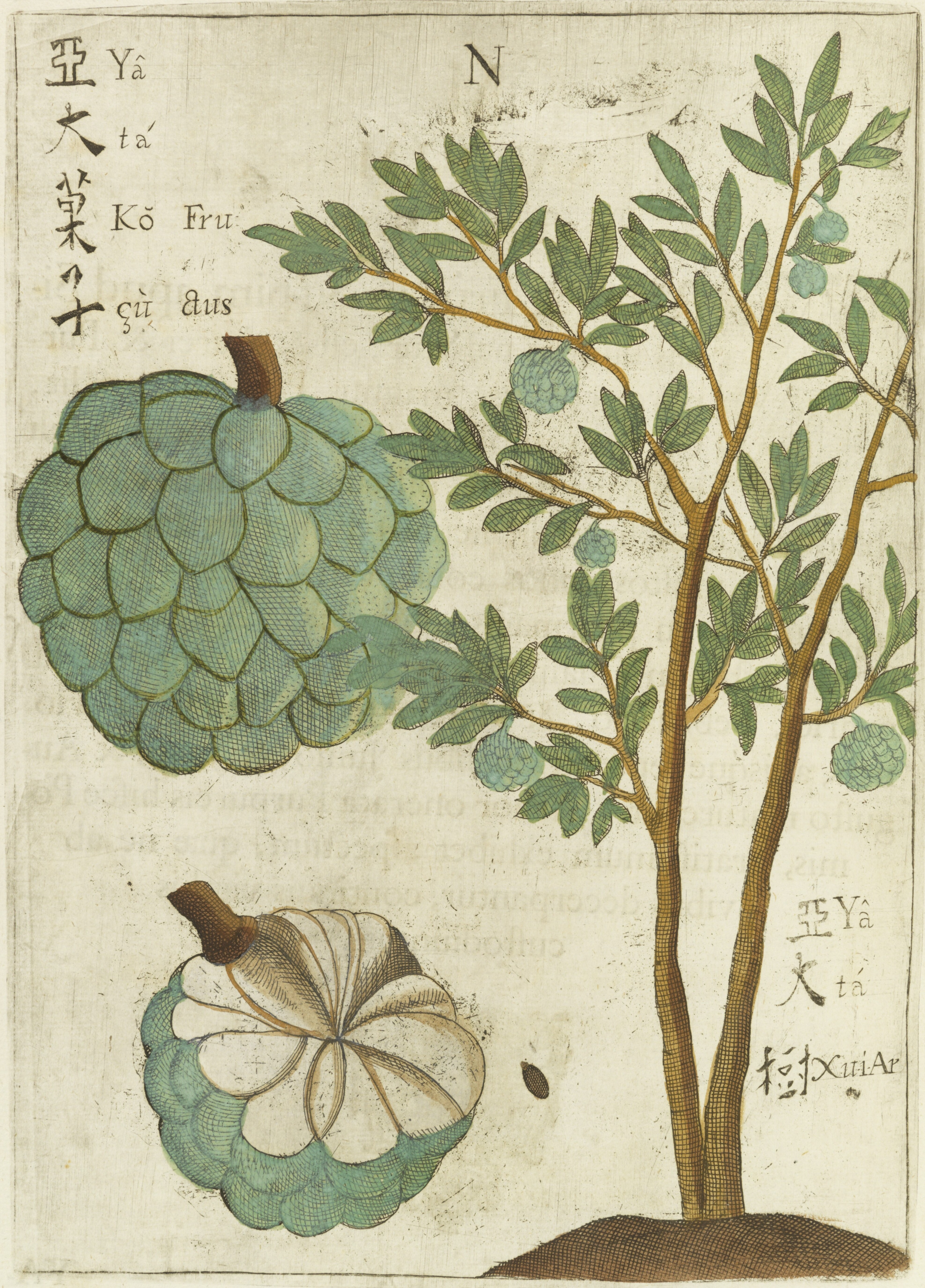
La pomme cannelle
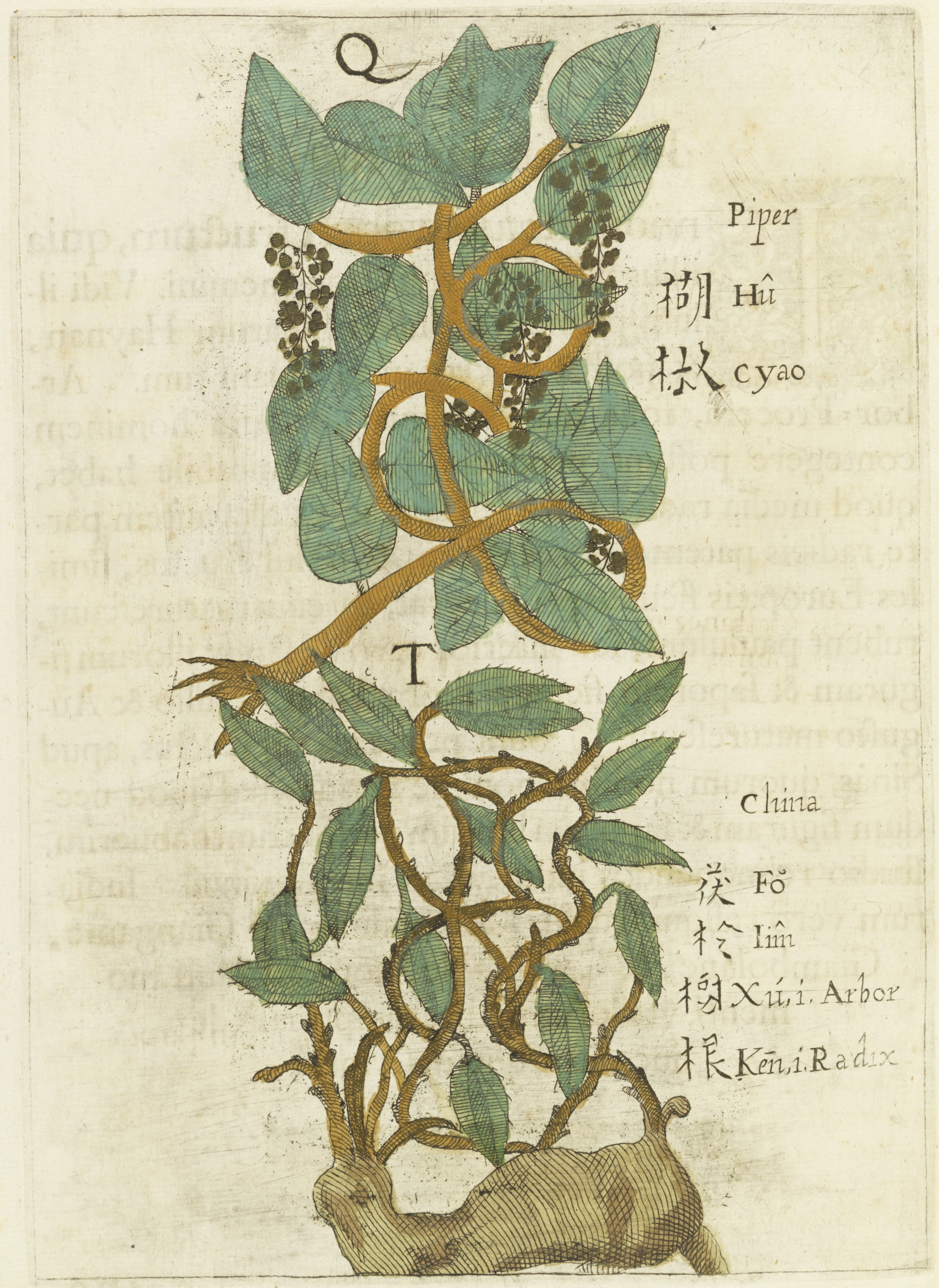
Poivre
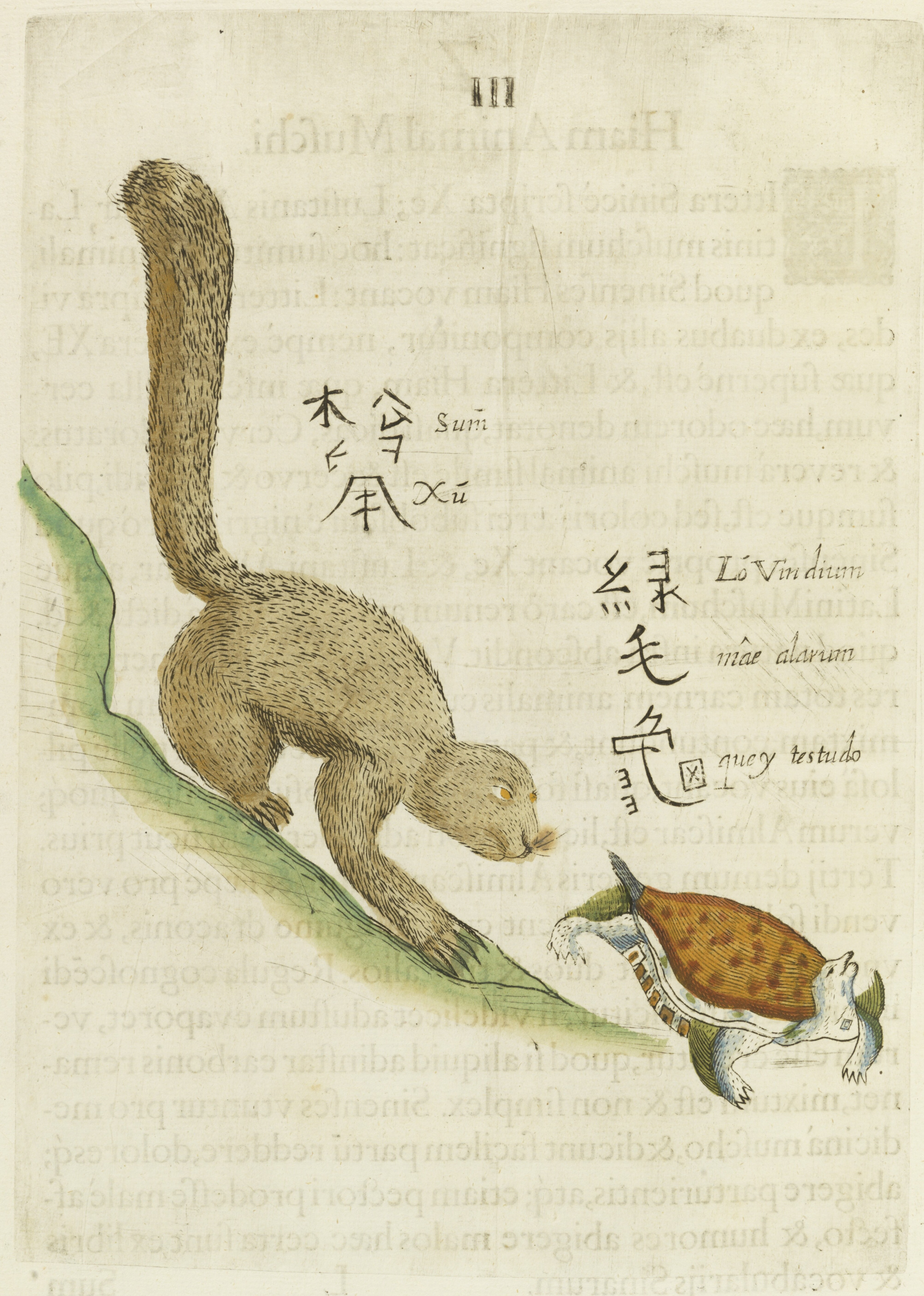
Un écureuil (松鼠) et une tortue (绿毛龟)
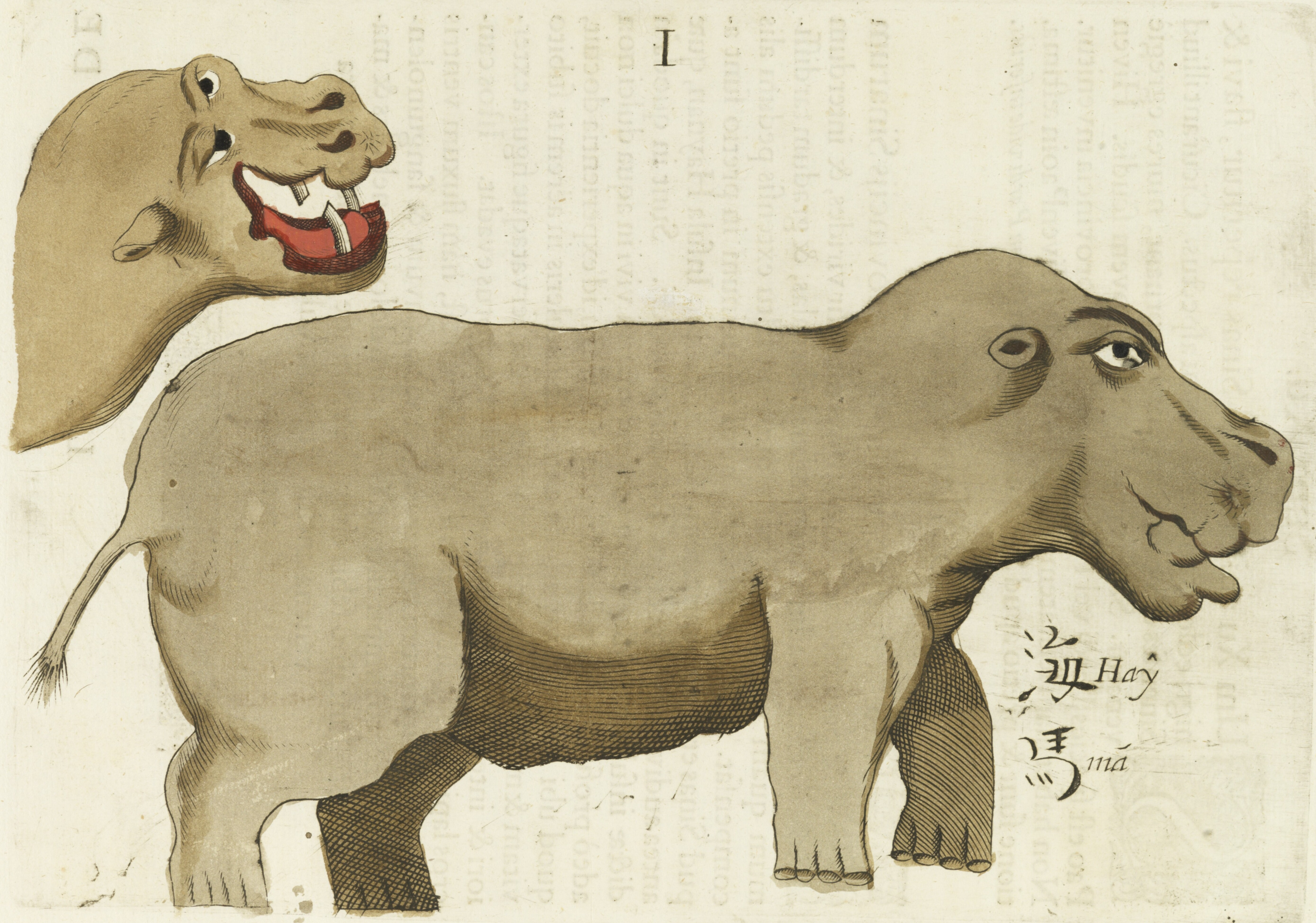
L'hippopotame
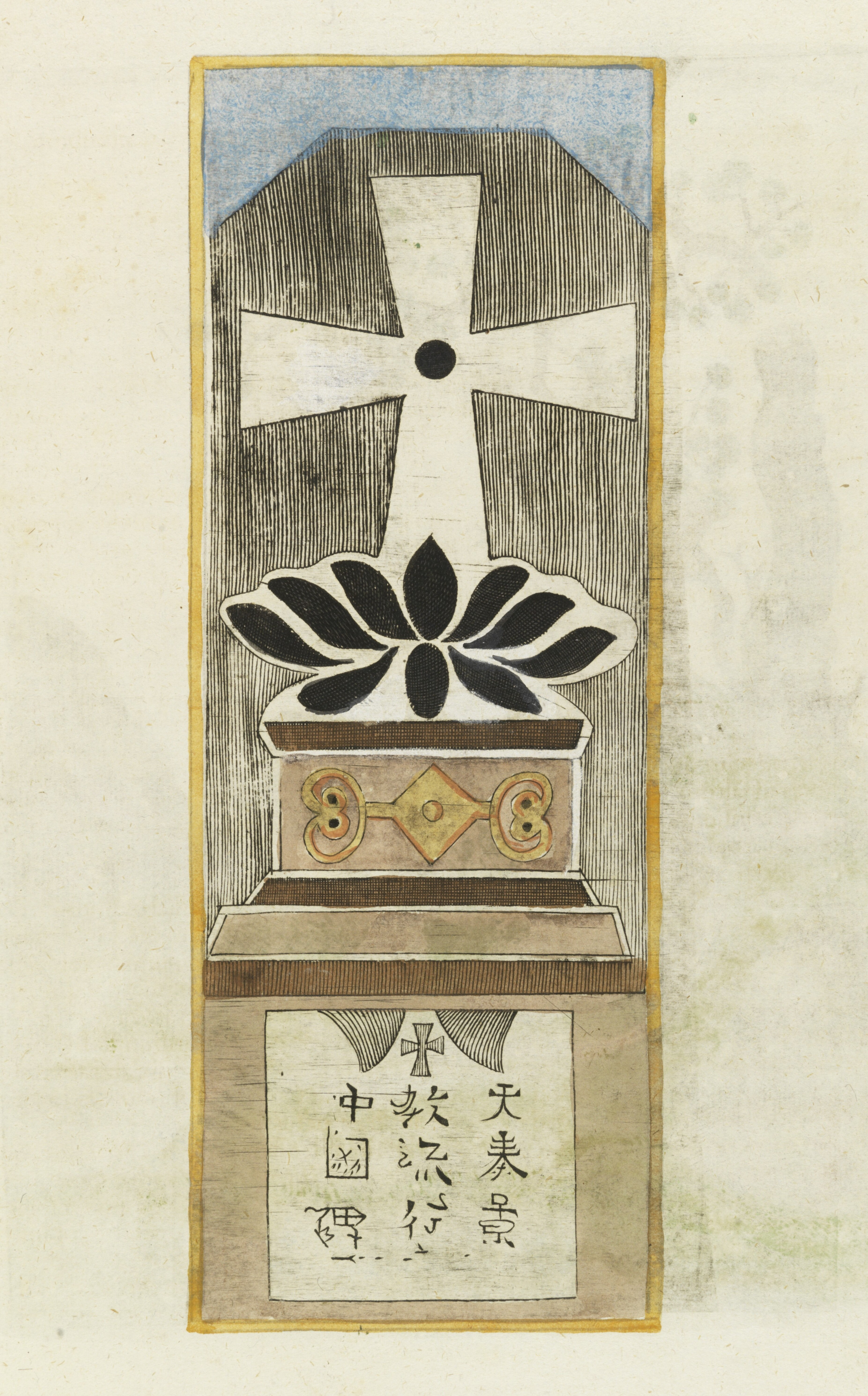
La Stèle nestorienne